# Anton Bíly (1962)
Anton Bíly (* 18. října 1962) je bývalý slovenský fotbalista. Je synem československého fotbalového reprezentanta Antona Bíleho. Po skončení aktivní kariéry působil jako trenér v texaském Dallasu.

## Fotbalová kariéra
V československé lize hrál za Slovan Bratislava. Nastoupil ve 2 ligových utkáních.

## Ligová bilance
| Ročník                                   | Zápasy | Góly | Minuty | Klub              |
| ---------------------------------------- | ------ | ---- | ------ | ----------------- |
| 1. československá fotbalová liga 1984/85 | 2      | 0    | 88     | Slovan Bratislava |
| CELKEM                                   | 2      | 0    | 88     |                   |